# Velká Jezerná

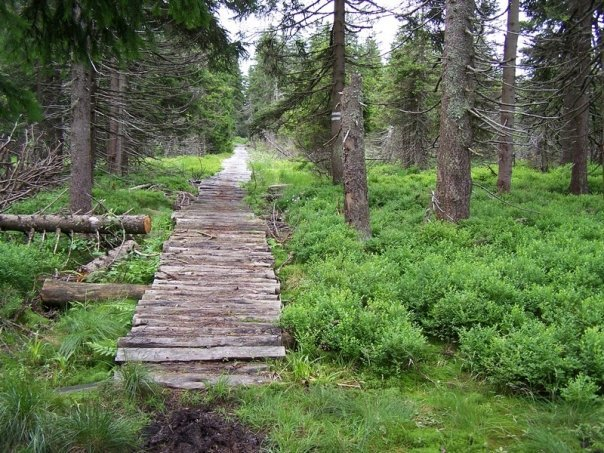
Neznačená cesta kolem vrcholu Velké Jezerné

Velká Jezerná (německy Große See), 1249 m, je vrchol v Pradědské hornatině, součásti Hrubého Jeseníku. Leží v rozsoše Mravenečníku jako první vrchol po jejím oddělení od Velkého Máje. V sedle mezi Velkou Jezernou a hlavním hřebenem leží lovecká chata Františkova myslivna, od níž vede pod vrchol Jezerné lesní pěšina.